# Aristobulo (nipote di Erode il Grande)
Aristobulo (fl. 10 a.C.-44) fu un membro della dinastia erodiana, nipote di Erode il Grande.
È noto come Aristobulo il giovane per distinguerlo dagli omonimi familiari.

## Biografia
Aristobulo nacque intorno al 10 a.C., figlio di Aristobulo e Berenice; aveva due fratelli, Erode di Calcide e Agrippa I, e due sorelle, Erodiade e Mariamne. Suo nonno paterno era Erode il Grande, la nonna materna Salome, sorella dello stesso Erode; i suoi genitori erano dunque cugini di primo grado.
Da giovane fu inviato insieme ai due fratelli a Roma, presso la corte imperiale, dove crebbe e fu educato insieme al futuro imperatore Claudio, di cui divenne amico e col quale scambiò delle lettere.
Entrato in contrasto col fratello Agrippa, gli fece perdere il favore del proconsole di Siria Flacco rivelando che aveva accettato del denaro dai damasceni per sostenere la loro causa contro i sidoniani presso lo stesso proconsole.
Sposò Iotapa, figlia del re di Edessa Sampsiceramo II, da cui ebbe una figlia, Iotapa, sordomuta.
Durante il regno di Caligola, si oppose alla decisione dell'imperatore di apporre delle proprie effigi all'interno del Tempio di Gerusalemme. Aristobulo sopravvisse al fratello Agrippa, morto nel 44.